# Rose Villain
Rose Villain, seudónimo de Rosa Luini (Milán, 20 de julio de 1989), es una cantautora y rapera italiana.

## Biografía

### Infancia y primeros años
Nacida y criada en Milán, Rosa Luini es hija de Fernanda Melloni, fallecida en 2017 y del empresario milanés Franco Luini, fundador de la marca Tucano. Su abuelo materno es Biagio Melloni, partisano (con el nombre de batalla de Oreste) y fundador de la cadena de librerías Remainders.
Tras vivir en la capital lombarda con sus padres y su hermano menor Alessandro, se graduó en un instituto lingüístico y a los dieciocho años se trasladó a Los Ángeles. Aquí, unos años más tarde, se graduó en el Musicians Institute of Contemporary Music de Hollywood, especializándose en música rock.
También fue en Los Ángeles donde comenzó a cantar en una pequeña banda de covers de punk rock llamada The Villains, lo que inspiró su nombre artístico "Rose Villain". Posteriormente se trasladó a Nueva York, donde completó sus estudios de teatro y artes musicales en Broadway .  En Nueva York conoció a sus primeros agentes discográficos: Mark Gartenberg, un conocido ex A&R de Sony Music, y Eric Beall, exvicepresidente creativo de Sony ATV y Zomba Label Group. En el mismo período conoció al productor italiano Andrea Ferrara, alias Sixpm, quien se mudó a Nueva York, quien se convirtió en su productor ejecutivo y su esposo en 2022.
En 2016, después de conocer a DJ Slait, Enigma y Hell Raton, firmó con Machete Empire Records. El 19 de julio lanzó su single debut Get the Fuck Out of My Pool, que combina sonidos electrónicos y hip hop y cuyo video, dirigido por Andrea Ferrara, Andrea Traversa y Mirko De Angelis, fue rodado entre Brooklyn y Manhattan. Unos meses después lanzó su segundo sencillo Geisha que le valió el título de artista del mes en MTV Nueva Generación.  El 11 de noviembre se lanzó la canción Don Medellín de Salmo del álbum Hellvisback, en la que fue artista participante.
En 2017 firmó un contrato con Universal Music Alemania y a través del sello lanzó una versión remix del sencillo Geisha del trío de DJ ruso Swanky Tunes. En el mismo año lanzó los sencillos Kitty Kitty y Don't Call the Po-Po. En 2020, el sencillo Don't Call the Po-Po fue incluido en la banda sonora de la segunda temporada de la serie de televisión estadounidense LA's Finest.
En 2018, firmó con Republic Records y lanzó el sencillo titulado Funeral Party el 20 de julio de 2018. En el mismo año firmó con la agencia de modelos Next Model Management.
En 2019 lanzó su segundo sencillo en Republic Records titulado SWOOP! producido por Sydney Swift y Sixpm y coescrito por la cantautora Annika Wells; En el mismo período lanzó el sencillo Kanye Loves Kanye a través de Island Records UK, en colaboración con MDNT y Sixpm. A finales de 2019, rescindió su contrato con Republic Records debido a diferencias artísticas con su compañía discográfica. Lanzó de forma independiente los sencillos Sneakers y It's Snowing, Motherfucker que ya había publicado en diciembre del año pasado en su perfil de Instagram.

### 2020-2022: Primeras colaboraciones exitosas en Italia
En 2020 se unió a la Agencia MeNext y firmó con Arista Records y Sony Music  para el primer sencillo en italiano: Bundy que ve la producción de Young Miles y Sixpm. Posteriormente lanzó el sencillo Il diavolo piangere. También en 2020 participó en el sencillo Chico de Gué Pequeno, extraído del álbum Mr. Fini, contando también con la participación del rapero Luchè. Inicialmente la canción fue escrita en inglés, ya que se suponía que sería uno de los sencillos del artista para Republic Records que nunca fue lanzado, pero Guè le pidió a Villain que tradujera la canción al italiano para usarla en su álbum. Chico alcanzó la quinta posición en el ranking Top Singles, elaborado por FIMI. Después del éxito de Chico, Rose lanzó su tercer sencillo en italiano titulado Goodbye.
En marzo de 2021, la banda suiza de death metal melódico Dreamshade lanzó un nuevo álbum titulado A Pale Blue Dot, con la canción Stone Cold Digital en la que participó como invitada. El 15 de febrero se lanzó Corona Love Story, una canción de Mondo Marcio extraída de su EP My Beautiful Bloody Break Up, que también la contó como artista invitada. El 4 de mayo lanzó el single Soli junto a Giaime producido por Sixpm y Andry The Hitmaker. El 2 de julio se lanzó el single Elvis en colaboración con Gué Pequeno y el DJ productor Sixpm. El 9 de julio, apareció en el álbum Soprano de Don Joe Milano, participando en la canción Kandinsky que vio su colaboración con Ernia. El 23 de julio, Emis Killa lanzó el mixtape Keta Music Vol 3, que incluye la canción Psycho, que la contó como artista invitada. El 1 de septiembre, Apple Music la señaló como artista Up Next Italia, una iniciativa destinada a identificar y promover talentos emergentes. El 8 de octubre se lanzó el single Eva+Eva de Annalisa del álbum Nuda. El 12 de noviembre lanzó el sencillo Gangsta Love en colaboración con Rosa Chemical para Columbia Records y Arista Records. El 10 de diciembre de 2021 se lanzó la tercera colaboración entre ella y Guè, Piango sulla Lambo, escrita por los dos artistas con Edwyn Roberts, producida por Sixpm e incluida en el álbum Guesus de Guè. En 2022, Piango sulla Lambo fue lanzado como sencillo de radio y luego certificado platino. También el 10 de diciembre de 2021, fue autora de la canción Luna piena de Orietta Berti, canción que nace de la colaboración entre la cantante y Hell Raton.
En marzo de 2022 apareció en el décimo álbum del rapero Fabri Fibra, Caos, contribuyendo con su voz en la canción GoodFellas. El 22 de abril de 2022, el rapero Fred De Palma lanzó el EP PLC Tape 1, en el que grabó la canción Au Revoir con Guè. El 13 de mayo de 2022, lanzó el sencillo Michelle Pfeiffer junto con el rapero Tony Effe. El 20 de mayo de 2022 se lanzó la banda sonora oficial de la serie Blocco 181 creada por Salmo, en la que Rose colaboró con el rapero Jake La Furia en la canción MSOM. El 22 de julio, el colectivo de rap SLF lanzó su mixtape titulado We The Squad Vol. 1 (Edición de Verano), donde es artista invitado en el remix del sencillo Travesuras junto a MV Killa, Yung Snapp, Vale Lambo y Fred De Palma. El 7 de octubre, lanzó el sencillo Rari, que fue producido por Sixpm y Hendric "HNDRC" Buenck. El 4 de noviembre estuvo presente en el álbum Trenches Baby de Rondodasosa, colaborando con Ghali en la canción Cell. El 18 de noviembre participó como autora del single Bella fregatura, el primer extracto del álbum de Ernia Io non ho paura. El 25 de noviembre, Irama lanzó el reenvío de su álbum Il giorno in cui ho smettere di pensare con tres nuevas canciones inéditas, una de las cuales es Canzoni tristi que la contó como artista invitada.

### 2023:Radio Gotham
El 13 de enero de 2023 fue incluida entre los autores del álbum Madreperla de Guè, para el cual compuso la canción Chiudi gli occhi, mientras que la semana siguiente fue lanzado su álbum debut titulado Radio Gotham. El proyecto fue anticipado por los sencillos Elvis, Michelle Pfeiffer y Rari lanzados entre 2021 y 2022, mientras que el 10 de enero de 2023 se puso a disposición el tema Lamette en colaboración con Salmo. Radio Gotham está compuesto por 14 temas escritos íntegramente por Villain y contiene colaboraciones con varios artistas como Tedua, Geolier, Carl Brave y Elisa, así como Salmo, Tony Effe y Guè, mientras que la producción del álbum es íntegramente de Sixpm en colaboración con Drillionaire, Zef, Young Miles, Stevie Aiello y HNDRC. El álbum debutó en el número cinco en la lista de álbumes FIMI y fue certificado platino. El 10 de febrero participó en la noche de duetos del 73° Festival de San Remo, junto a Rosa Chemical en la portada de America de Gianna Nannini. El 14 de abril, la canción Cartoni animati fue elegida como sencillo de radio en Italia . El 1 de mayo fue una de las artistas protagonistas del Concierto anual del 1 de mayo de 2023, mientras que el 12 del mismo mes colaboró en el sencillo Fragole de Achille Lauro. En junio estuvo presente en el álbum Migrazione de Carl Brave, con quien grabó la canción Rimpianti. Del 2 de junio al 9 de septiembre tuvo lugar el Radio Gotham Summer Tour 2023 desde Annone di Brianza (LC) hasta Lanzada (SO).
El 27 de junio de 2023 anunció su fichaje y por tanto el cambio de sello a Warner Music Italia. El primer lanzamiento por parte de Warner tuvo lugar en octubre del mismo año, que fue el single Io, me ed altri guai, escrito por la propia Villain junto a Paolo Antonacci y producido por Sixpm. El 27 de noviembre, se unió a Mago Forest como copresentadora del GialappaShow, mientras que cuatro días después colaboró con la banda Yosh Whale para el sencillo Blu .  Cerró el año apareciendo en el álbum Motivation 4 the Streetz de Artie 5ive y Rondodasosa, apareciendo vocalmente en la canción Hall of Fame. La gira A Villain Story: the Beginning tuvo lugar el 3 de diciembre en Milán y el 15 de diciembre de 2023 en Ciampino (RM).

### 2024: Primer Sanremo yRadio Sakura

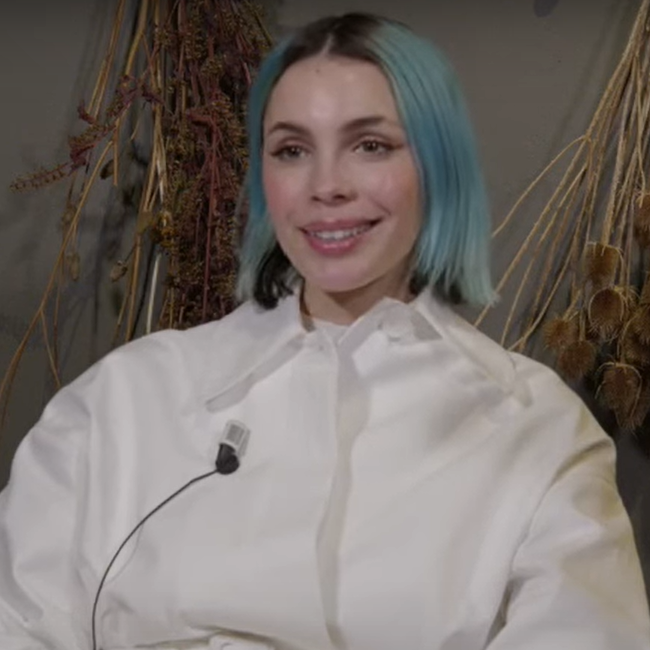
Rose Villain entrevistada por Funweek en enero de 2024

En febrero de 2024 participó por primera vez en el concurso del 74° Festival de San Remo con la canción Click boom!,  que la artista escribió y compuso junto con Tropico y su esposo Sixpm; al final del evento ocupó el puesto vigésimo tercero. El 9 de febrero, durante la cuarta velada dedicada a las versiones, hizo un dueto con Gianna Nannini cantando las canciones Scandalo, Meravigliosa creatura y Sei nell'anima, que ocupó el vigésimo tercer puesto. La canción de San Remo alcanzó posteriormente la octava posición en la lista Top Singles y fue certificada como triple platino. En el mismo mes se transmitieron los episodios del talent show Nuova Scena, distribuido por Netflix Italia, en el que el artista desempeñó el papel de juez junto a Fabri Fibra y Geolier. El 8 de marzo siguiente lanzó su segundo álbum de estudio Radio Sakura, seguido el 29 de marzo por el lanzamiento del single Come un tuono con la colaboración de Guè, que luego alcanzó la primera posición de la lista Top Singles. El 15 de marzo, fue artista invitada en la canción Balenciaga, incluida en el segundo álbum titulado Icon del rapero Tony Effe.
El 5 de abril de 2024 fue artista invitada en la canción Non lo sai incluida en el álbum Odio La Sad del grupo musical La Sad. El 26 de abril lanzó la canción Ho fatto un sogno junto a Tananai y Madame, una canción que celebra el 20° Scudetto del Inter (equipo al que apoya). El 15 de mayo fundó junto a su marido Sixpm la editorial Cash and Carter Music, gestionada por Warner Chappell Music Italiana. El 17 de mayo, fue artista invitada en el proyecto de regreso de Finley, en la canción Killer incluida en el mixtape Pogo Mixtape Vol. 1. Del 1 de junio al 30 de septiembre tuvo lugar el Radio Sakura Summer Tour desde Livorno hasta Decimomannu (CA).
Del 12 al 15 de julio de 2024 abrió los conciertos de Coldplay en los escenarios italianos de Roma en el Stadio Olimpico del Music of the Spheres World Tour. El 30 de agosto, tras ser definida por la prensa como uno de los éxitos del verano de 2024, se lanzó la versión en español de Come un tuono (en español Como un trueno) en colaboración con el cantante colombiano Blessd. El 6 de septiembre se lanzó la canción My Love!, en colaboración con Sixpm, Ernia y SLF. El 16 de septiembre ganó el premio Billboard Italia Women in Music Impact Award.  El 18 de octubre se hizo disponible su colaboración en el single Mmh de Fred De Palma. El 10 de enero de 2025 se lanzó su colaboración en el sencillo Oh mamma mia de Guè, que luego alcanzó la primera posición en el chart Top Singles.

### 2025-presente: Segundo Sanremo yRadio Vega
En febrero de 2025 participó por segunda vez en el concurso del 75° Festival de San Remo con la canción Fuorilegge, que terminó en el decimonoveno lugar al final del evento. El 14 de febrero, durante la cuarta velada dedicada a las versiones, hizo un dueto con Chiello cantando la canción Fiori rosa fiori di pesco de Lucio Battisti, que ocupó el puesto vigésimo sexto. El 14 de marzo lanzó su tercer álbum de estudio Radio Vega.

## Vida privada
El 23 de mayo de 2022, se casó en Nueva York con el productor discográfico Andrea Ferrara, también conocido como Sixpm.

## Estilo e influencias musicales
Es una gran entusiasta de la criminología, pasión que la llevó a realizar cursos en Estados Unidos; Este interés llevó al artista a crear sus sonidos oscuros, una mezcla entre música rock y hip hop inspirada en artistas como Nirvana, Guns N' Roses, The Rolling Stones, Johnny Cash, The Notorious B.I.G. y 2Pac. También es un amante de las películas de directores como Quentin Tarantino, David Fincher, Stanley Kubrick y Alfred Hitchcock.
En una entrevista del 5 de junio de 2018 con el periódico La Stampa, afirmó que se sentía atraída e inspirada por artistas como Kanye West, Ty Dolla $ign y Kid Cudi.

## Discografía
- 2023 – Gotham Radio
- 2024 – Radio Sakura
- 2025 – Radio Vega

## Giras
- 2022 – Rose Villain Club Tour
- 2023 – Radio Gotham Summer Tour 2023
- 2023 – A Villain Story: the Beginning
- 2024 – Radio Sakura Summer Tour

## Programas de televisión
- GialappaShow (TV8, 2023) - coconductora
- Nuova Scena (Netflix, 2024) - juez (televisión web)

## Participación en certámenes de canto
- Festival de San Remo (Rai 1)
  - 2024 – 23.º puesto con Click boom!
  - 2025 – 19.º puesto en la sección "Campeones" con Fuorilegge

## Premios y reconocimientos
- Apple Music
  - 2021 – Inserción en el portal de talentos emergentes como artista Up Next Italia[46]
- Billboard Italia Women in Music
  - 2024 – Premio de impacto[105]
- MTV New Generation
  - 2016 – Premio al artista del mes con Geisha[16]
- Music Awards
  - 2023 – Premio disco de oro para Radio Gotham
  - 2024 – Premio disco de Platino para Radio Sakura
  - 2024 – Premio multiplatino al sencillo Click boom!
  - 2024 – Premio disco de platino por Come un tuono
  - 2024 – Premio especial TIM